# Mistrovství Evropy v atletice

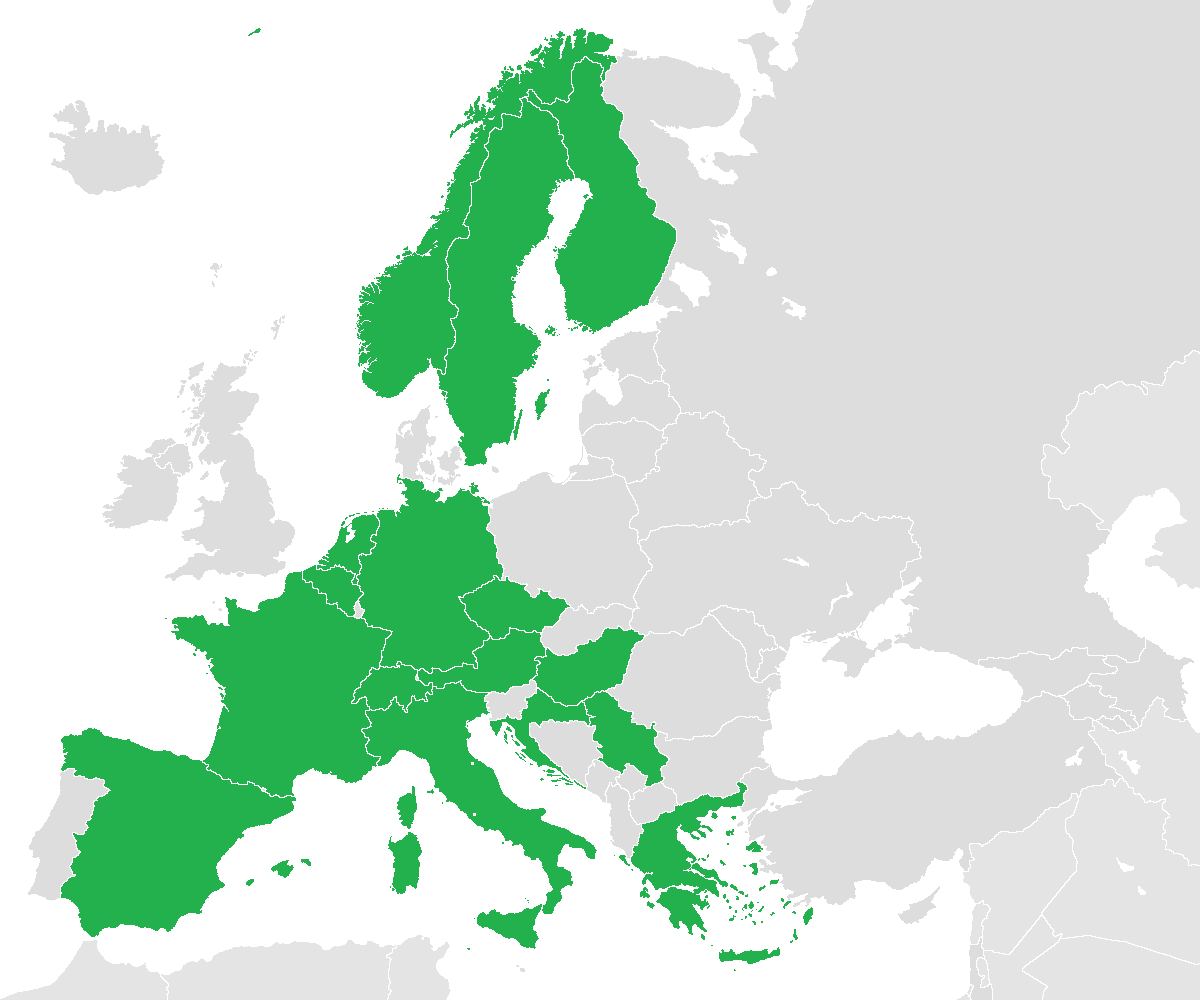
Státy, které hostily evropský šampionát

Mistrovství Evropy v atletice se poprvé uskutečnilo v roce 1934 v Turíně. Od té doby se pořádá ve čtyřletých cyklech (s výjimkou období druhé světové války a přelomu 60. a 70. let 20. století) podobně jako olympijské hry. V roce 1978 hostila kontinentální šampionát poprvé (a zatím naposledy) ve své historii také Praha. Jubilejní dvacátý ročník se konal v roce 2010 ve španělské Barceloně. Od tohoto roku se evropský šampionát koná ve dvouletých cyklech. Pořadatelem je Evropská atletická asociace.

## Přehled ročníků
| Pořadí | Mistrovství | Město      | Pořadatelská země  | Datum konání                                           | Místo konání                   | Počet disciplín |
| ------ | ----------- | ---------- | ------------------ | ------------------------------------------------------ | ------------------------------ | --------------- |
| 1.     | ME 1934     | Turín      | Itálie             | 7. – 9. září 1934                                      | Stadio Benito Mussolini        | 22              |
| 2.     | ME 1938 (M) | Paříž      | Francie            | 3. – 5. září 1938                                      | Stade Olympique Yves-du-Manoir | 32              |
| 2.     | ME 1938 (Ž) | Vídeň      | Německo            | 17. – 18. září 1938                                    | Praterstadion                  | 32              |
| 3.     | ME 1946     | Oslo       | Norsko             | 23. – 25. srpna 1946                                   | Bislett Stadion                | 33              |
| 4.     | ME 1950     | Brusel     | Belgie             | 23. – 27. srpna 1950                                   | Heysel Stadium                 | 34              |
| 5.     | ME 1954     | Bern       | Švýcarsko          | 25. – 29. srpna 1954                                   | Stadion Neufeld                | 35              |
| 6.     | ME 1958     | Stockholm  | Švédsko            | 19. – 24. srpna 1958                                   | Olympijský stadion             | 36              |
| 7.     | ME 1962     | Bělehrad   | Jugoslávie         | 12. – 16. září 1962                                    | Stadion JNA                    | 36              |
| 8.     | ME 1966     | Budapešť   | Maďarsko           | 30. srpna – 4. září 1966                               | Népstadion                     | 36              |
| 9.     | ME 1969     | Atény      | Řecko              | 16. – 21. září 1969                                    | Stadion Karaiskakis            | 38              |
| 10.    | ME 1971     | Helsinky   | Finsko             | 10. – 15. srpna 1971                                   | Olympijský stadion             | 38              |
| 11.    | ME 1974     | Řím        | Itálie             | 1. – 8. září 1974                                      | Stadio Olimpico                | 39              |
| 12.    | ME 1978     | Praha      | Československo     | 29. srpna – 3. září 1978                               | Stadion Evžena Rošického       | 40              |
| 13.    | ME 1982     | Atény      | Řecko              | 6. – 12. září 1982                                     | Olympijský stadion             | 41              |
| 14.    | ME 1986     | Stuttgart  | Německo            | 29. srpna – 3. září 1986                               | Neckarstadion                  | 43              |
| 15.    | ME 1990     | Split      | Jugoslávie         | 26. srpna – 2. září 1990                               | Stadion Poljud                 | 43              |
| 16.    | ME 1994     | Helsinky   | Finsko             | 9. – 14. srpna 1994                                    | Olympijský stadion             | 44              |
| 17.    | ME 1998     | Budapešť   | Maďarsko           | 18. – 23. srpna 1998                                   | Stadion Ference Puskáse        | 46              |
| 18.    | ME 2002     | Mnichov    | Německo            | 6. – 11. srpna 2002                                    | Olympiastadion Mnichov         | 46              |
| 19.    | ME 2006     | Göteborg   | Švédsko            | 7. – 13. srpna 2006                                    | Ullevi                         | 47              |
| 20.    | ME 2010     | Barcelona  | Španělsko          | 27. července – 1. srpna 2010                           | Estadi Olímpi                  | 47              |
| 21.    | ME 2012     | Helsinky   | Finsko             | 27. června – 1. července 2012                          | Olympijský stadion             | 42              |
| 22.    | ME 2014     | Curych     | Švýcarsko          | 12. – 17. srpna 2014                                   | Letzigrund                     | 47              |
| 23.    | ME 2016     | Amsterdam  | Nizozemsko         | 6. – 10. července 2016                                 | Olympijský stadion             | 42              |
| 24.    | ME 2018     | Berlín     | Německo            | 7. – 12. srpna 2018                                    | Olympiastadion Berlín          | 47              |
| -      | ME 2020     | Paříž      | Francie            | 24. – 28. června 2020 zrušeno kvůli pandemii covidu-19 | Stade Sébastien-Charléty       | 43              |
| 25.    | ME 2022     | Mnichov    | Německo            | 11. – 22. srpna 2022                                   | Olympiastadion Mnichov         | 47              |
| 26.    | ME 2024     | Řím        | Itálie             | 7. – 12. června 2024                                   | Stadio Olimpico                |                 |
| 27.    | ME 2026     | Birmingham | Spojené království | 3. – 9. srpna 2026                                     | Alexander Stadium              |                 |
| 28.    | ME 2028     | Chořov     | Polsko             | 22. – 27. srpna 2028                                   | Slezský stadion                |                 |